# كريستوف أونور
كريستوف أونور (بالفرنسية: Christophe Honoré )‏ (و. 1970  م) هو مخرج أفلام، وكاتب سيناريو، وكاتب، وروائي، وكاتب مسرحي، وكاتب للأطفال فرنسي.

## التعليم
تعلم في جامعة رين 2 - بروتاني العليا ‏.

## وصلات خارجية
- كريستوف أونور على موقع IMDb (الإنجليزية)
- كريستوف أونور على موقع ميتاكريتيك (الإنجليزية)
- كريستوف أونور على موقع مونزينجر (الألمانية)
- كريستوف أونور على موقع قاعدة بيانات الأفلام العربية
- كريستوف أونور على موقع ألو سيني (الفرنسية)
- كريستوف أونور على موقع أول موفي (الإنجليزية)
- كريستوف أونور على موقع قاعدة بيانات الأفلام السويدية (السويدية)
- كريستوف أونور على موقع قاعدة بيانات الفيلم (الإنجليزية)
- كريستوف أونور على موقع كينوبويسك (الروسية)